# Куакбаш
Куакбаш (на руски: Куакбаш) е село, разположено в Лениногорски район, Татарстан. Населението му е 859 души.